# خليج فونسيكا
خليج فونسيكا (بالإسبانية:Golfo de Fonseca) هو جزء من المحيط الهادئ في أمريكا الوسطى، على الحدود مع السلفادور وهندوراس ونيكاراغوا. تبلغ مساحته حوالي 3200 كم².